# Wurzel-Jesse-Fenster (Férel)

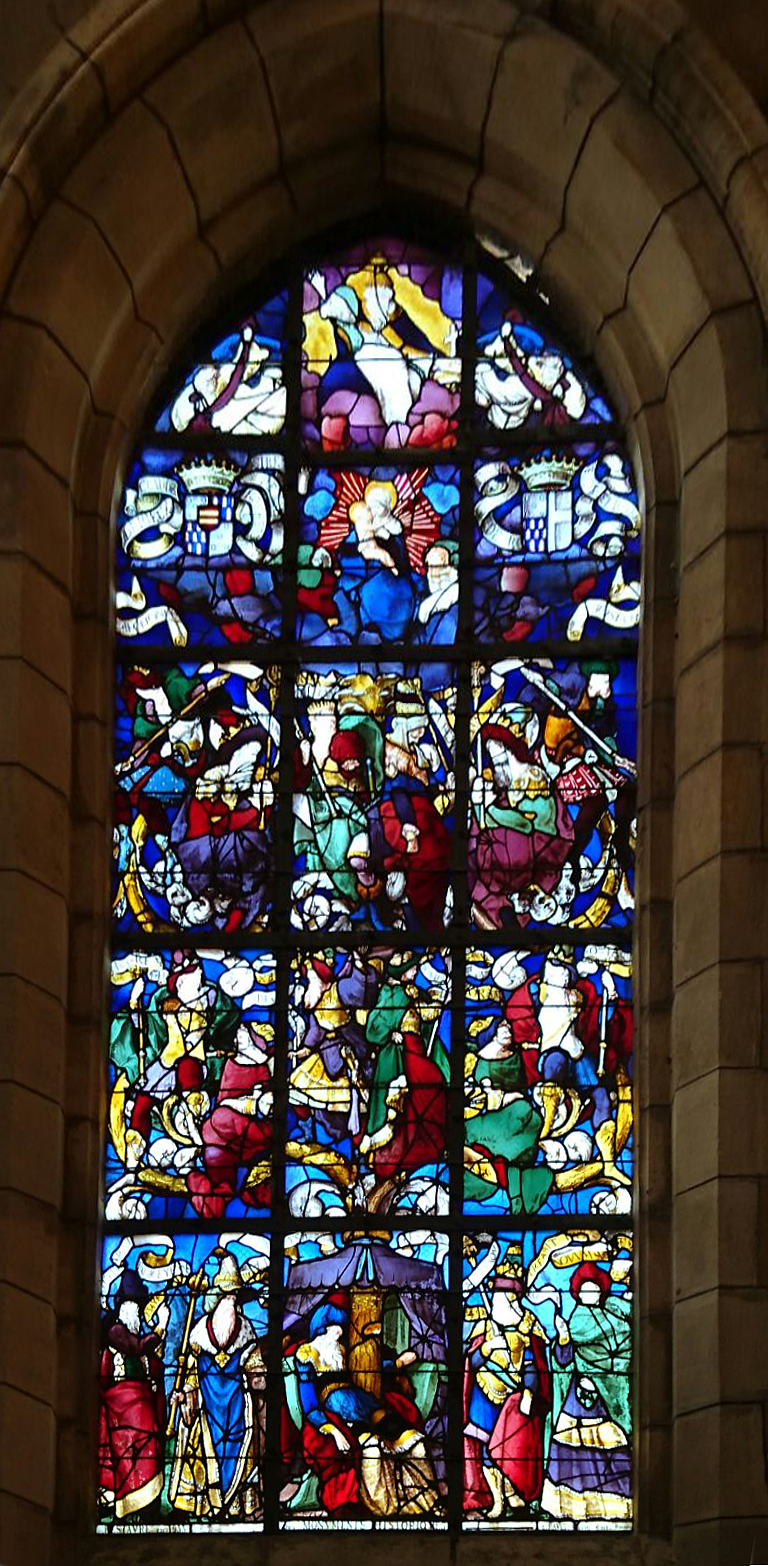
Wurzel-Jesse-Fenster

Das Wurzel-Jesse-Fenster in der römisch-katholischen Kirche Notre-Dame-du-Bon-Garant in Férel, einer französischen Gemeinde im Département Morbihan in der Region Bretagne, wurde in der ersten Hälfte des 16. Jahrhunderts geschaffen. Das Bleiglasfenster wurde 1932 als Monument historique in die Liste der geschützten Objekte (Base Palissy) in Frankreich aufgenommen.
Die Kirche Notre-Dame-du-Bon-Garant wurde 1890 an der Stelle eines Vorgängerbaus errichtet, aus dem das Wurzel-Jesse-Fenster stammt.
Das 4,32 Meter hohe und 1,80 Meter breite Fenster im Chor der heutigen Kirche wurde von einer unbekannten Werkstatt geschaffen. Es zeigt die Wurzel Jesse, ein weit verbreitetes Bildmotiv der christlichen Kunst des Mittelalters und der frühen Neuzeit. Es wird der Stammbaum Christi in Gestalt eines Baumes dargestellt, der aus der Figur Jesses (ganz unten) herauswächst. Den oberen Abschluss bildet die Madonna mit Kind. Links und rechts von Maria sind die Wappen der Stifter, François und Claude de Rieux, zu sehen.